# Ayo (canção)
"Ayo" é uma canção gravada pelos artistas norte-americanos Chris Brown e Tyga, lançada como primeiro single do álbum em conjunto Fan of a Fan 2.

## Faixas e formatos
| Download digital |        |         |  |
| N.º              | Título | Duração |  |
| 1.               | "Ayo"  | 3:46    |  |

| Remix: Download digital |                            |         |  |
| N.º                     | Título                     | Duração |  |
| 1.                      | "Ayo" (Jason Nevins Remix) | 4:15    |  |

## Desempenho na tabelas musicais
"Ayo" estreou na 46.ª posição da tabela musical norte-americana R&B/Hip-Hop Airplay em 29 de dezembro de 2014. Em 15 de janeiro, com o lançamento da música nas plataformas digitais, a obra estreou na oitava posição do Digital Songs vendendo noventa mil cópias. O desempenho culminou na entrada da canção nas tabelas Billboard Hot 100 e Hot R&B/Hip-Hop Songs nas quadragésima e décima colocações, respectivamente.